# Night of Light

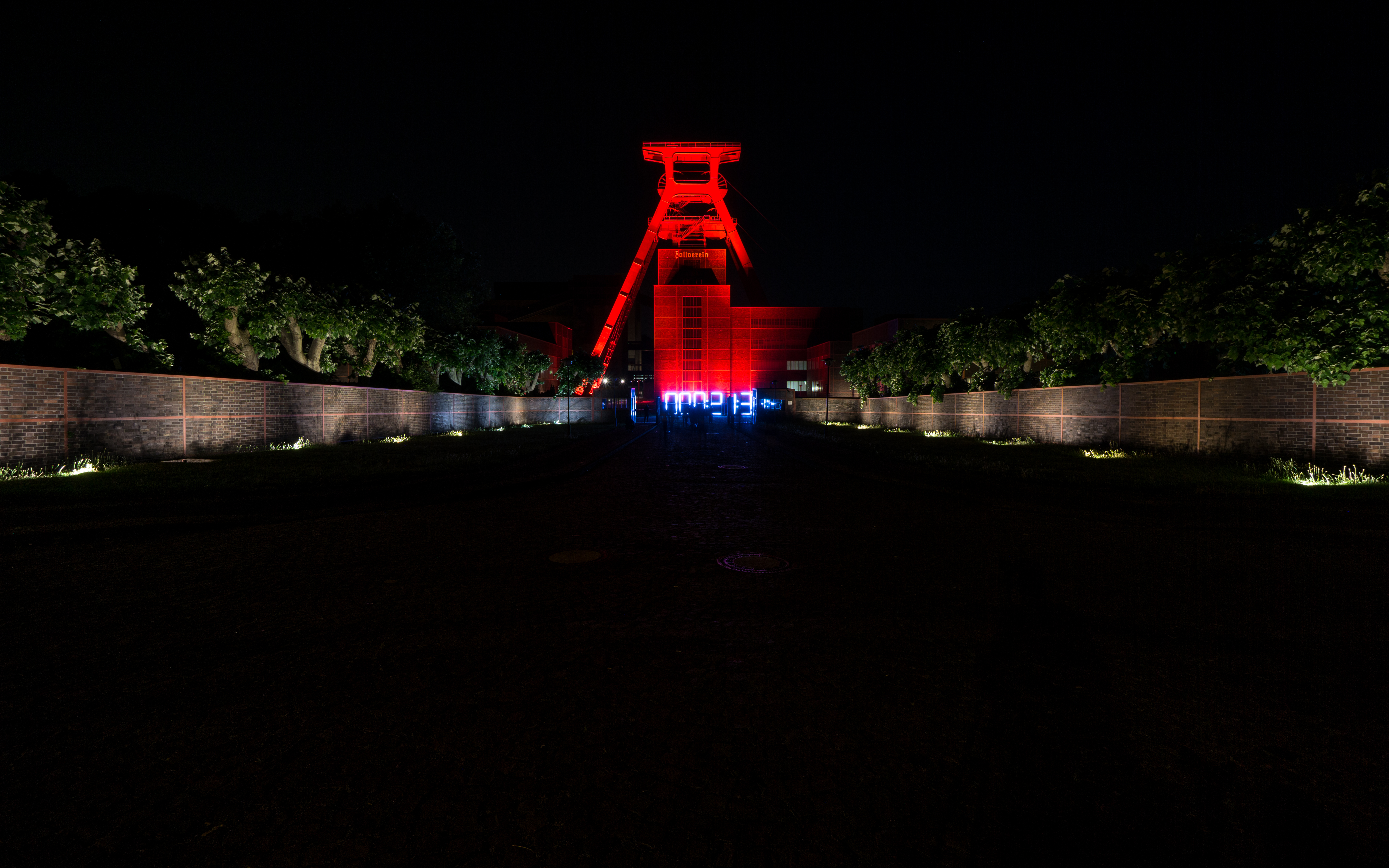
Rot beleuchtete Zeche Zollverein in Essen

Die Night of Light war eine bundesweite Aktion der Veranstaltungsbranche im Rahmen der Proteste in Deutschland während der COVID-19-Pandemie. Sie fand am 22. und 23. Juni 2020 und 2021 in zahlreichen Orten statt.

## Beschreibung
Bei der Night of Light wurden nachts von 22:00 bis 01.00 Uhr etwa 9000 wichtige Bauwerke in Deutschland mit rotem Licht angestrahlt. Mit der Aktion sollte auf die finanzielle Notlage der Veranstaltungsbranche durch die Wirtschaftskrise 2020 infolge der COVID-19-Pandemie hingewiesen werden. Initiator der Aktion war Tom Koperek als Betreiber einer Veranstaltungshalle auf dem Gelände der Zeche Zollverein in Essen. Beteiligt haben sich laut den Veranstaltern rund 8000 Firmen, wie Locations, Veranstalter, Event-Agenturen, Messegesellschaften, Messebauer, Caterer, Technikdienstleister, Dekofirmen und Einzelunternehmer.
Ziel der Aktion war es, mit Politikern ins Gespräch zu kommen, um eine massive Insolvenzwelle zu verhindern und bundesweit mehrere hunderttausend Arbeitsplätze zu erhalten. Die bei der Aktion verwendete Farbe Rot sollte folgendes ausdrücken:

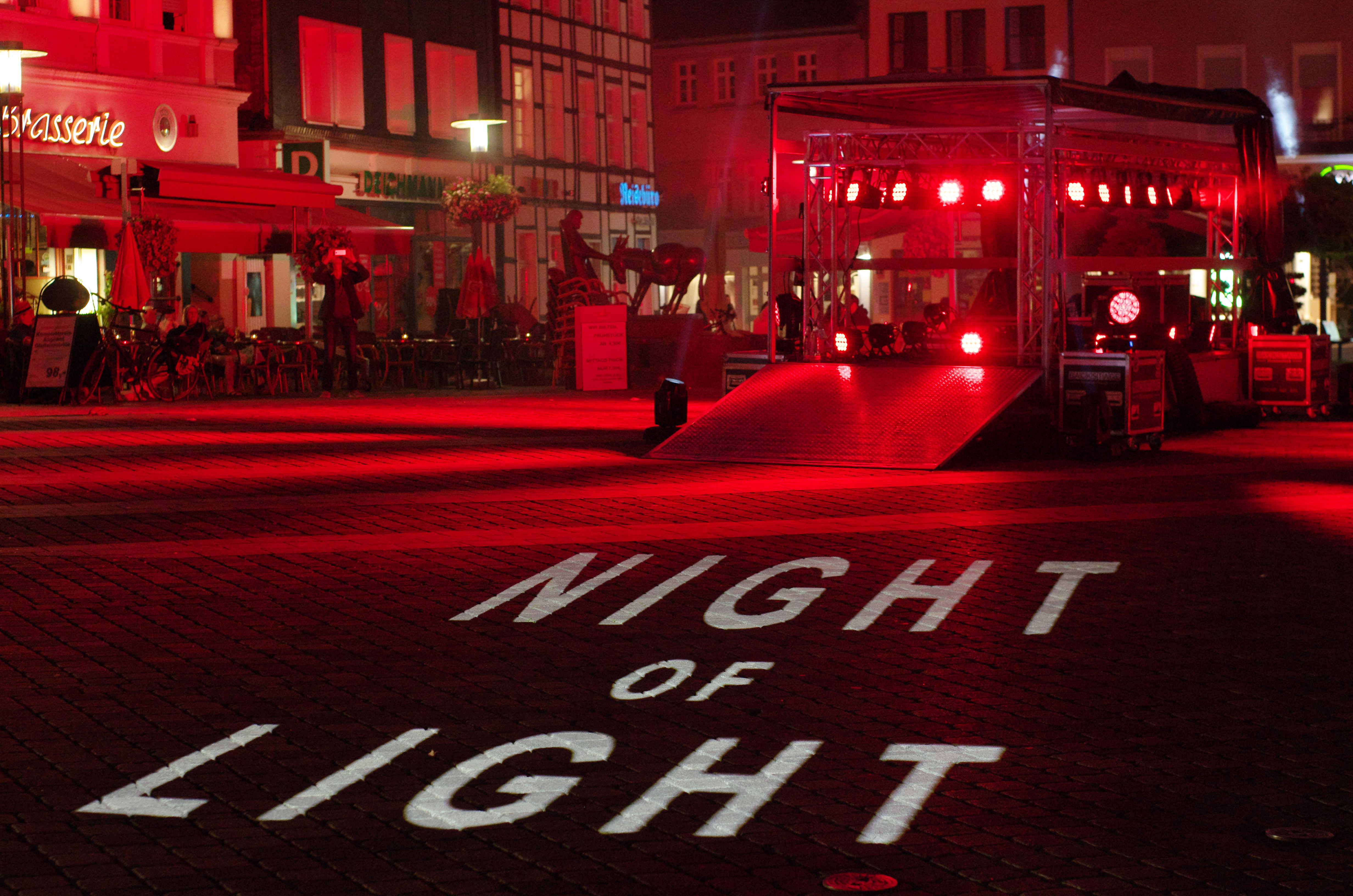
Rote Beleuchtung auf dem Alten Markt in Unna

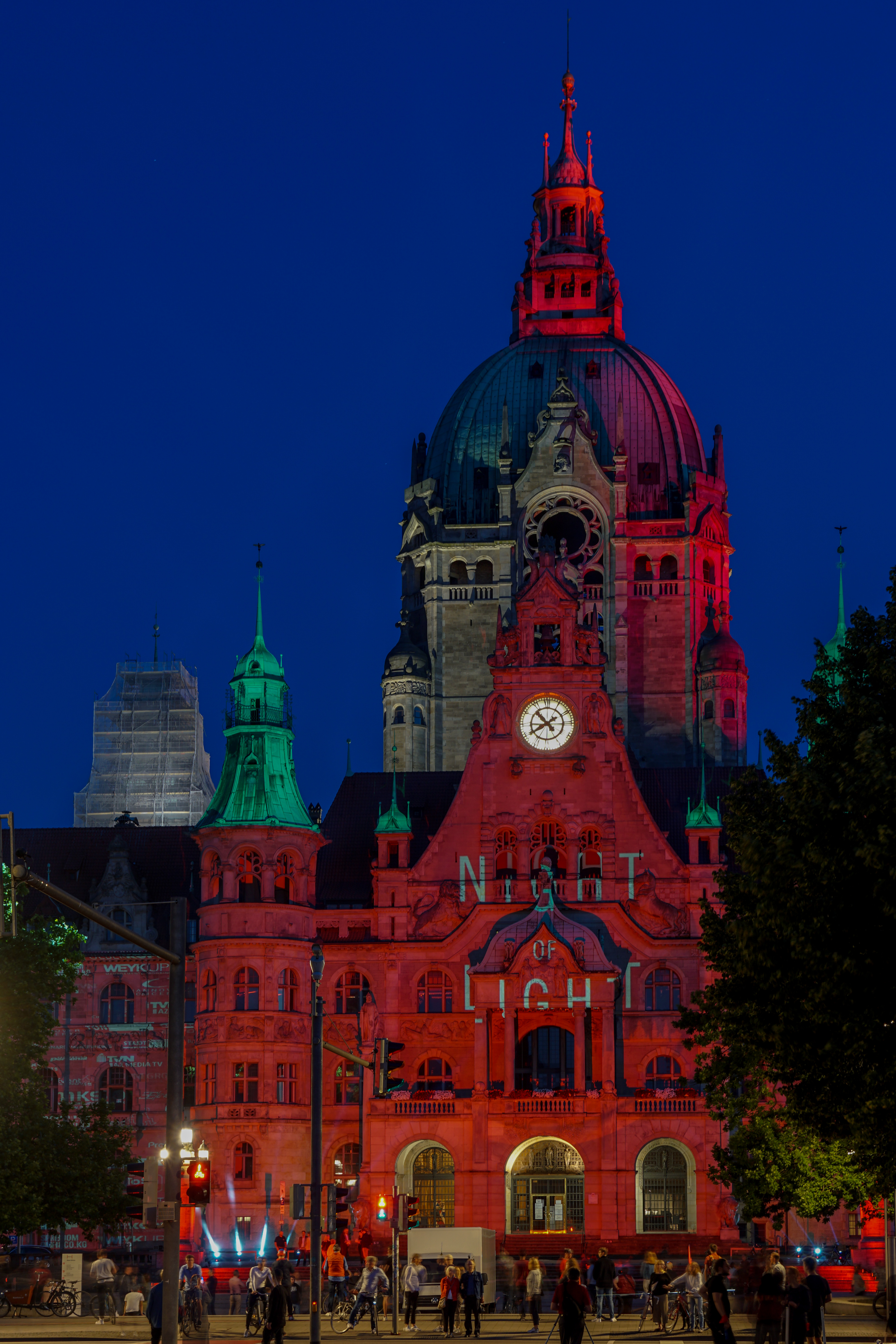
Rot beleuchtetes Neues Rathaus in Hannover

- Die Veranstaltungswirtschaft befindet sich auf der „Roten Liste“ der aussterbenden Branchen
- Alarmstufe Rot – ein Milliardenmarkt und hunderttausende Arbeitsplätze sind in Gefahr
- Die Veranstaltungswirtschaft ist eine Gemeinschaft und hat das gemeinsame Ziel eines Branchendialogs mit der Politik
- Ein flammender Appell an die Öffentlichkeit
- Die Farbe Rot steht für die Leidenschaft in den Berufen der Branche

Laut dem Verband für Medien- und Veranstaltungstechnik (VPLT), der die Aktion unterstützte, seien seit dem 10. März 2020 die Aufträge für Beleuchter, Tontechniker und Bühnenbauer nahezu komplett weggebrochen. Der Verband bezifferte den jährlichen Umsatz der Veranstaltungsbranche in Deutschland auf 130 Milliarden Euro. Beispielsweise gehöre die Branche in Niedersachsen zu den zehn wichtigsten Arbeitgebern des Landes.
Nach der Durchführung der Night of Light kündigte der Initiator Tom Koperek weitere Aktionen der Veranstaltungsbranche an, um den Handlungsdruck auf die Politik zu erhöhen.